# Stone Age (banda)
Stone Age es un grupo francés, formado en París, en 1992. La música de Stone Age mezcla instrumentos tradicionales celtas, esencialmente bretones, con arreglos electrónicos, ritmos techno, y ambientes oníricos o meditativos. 
Hasta el momento, el grupo ha editado cuatro álbumes: Stone Age (1994), Les Chronovoyageurs (1997), Promessa (2000) y Totems d'Armorique (2007).

## Miembros del grupo
Stone Age es un cuarteto integrado por:
- Michel Valy (apodado "Kervador"): bajo, mandolina, guitarra acústica y eléctrica, cantante.
- Marc Hazon, (apodado "Marc De Ponkallec"): batería, guitarra acústica, loops, cantante.
- Jérôme Gueguen (apodado "Lach'Ilaouet"): gaita, piano, teclados, cantante.
- Dominique Perrier (apodado "Terracotta"): teclados, sintetizadores, cantante.

## Historial
Los cuatro miembros de la banda eran ya multinstrumentistas consagrados cuando se formó Stone Age : Dominique Perrier, antiguo miembro del grupo electrónico experimental Space Art, fue un estrecho colaborador de Jean Michel Jarre durante los años 1980, mientras que Michel Valy había trabajado a menudo con Alan Stivell. Marc Hazon, por su parte, trabajó con Sheila en los discos Pilote sur les ondes y L'amour au téléphone, en 1980, además de colaborar con Jacques Higelin, Diane Dufresne, Philippe Lavil y Gwendal. En cuanto a Jérôme Gueguen, fue miembro del grupo Gwendal, y colaboró con Philippe Lavil para el que compuso De Bretagne Ou d'Ailleurs, en 1990.
Los textos de las canciones de Stone Age están escritos, a partes iguales, en bretón, en francés y en inglés. Las melodías, aunque están fuertemente influenciadas por la música celta y el folclore de Bretaña, son básicamente música pop, por lo que llegan fácilmente a los no iniciados en la música bretona. Sus discos se pueden considerar tanto como música celta, como pop-rock o, incluso, música new age.
A diferencia de otros grupos electrónicos bretones, como Les Baragouineurs, Plantec o Strobinell, Stone Age no plantean su música de cara al desarrollo de sesiones dance. Por el contrario, y a despecho de su instrumentación, se encuentran más cercanos a Tri Yann, EV, Denez Prigent o Alan Stivell, en cuanto a sus raíces, y a otros grupos de música tradicional electrónica, no bretones, como  Urban Trad, Transglobal Underground, Enigma y Deep Forest, por lo que respecta al resultado sonoro.
En 1995, Stone Age son nominados a los Premios Victoires de la musique, por su 1º álbum, Stone Age. No obstante, nunca han tenido un éxito masivo de ventas en Francia, aunque paradójicamente, si han obtenido importantes ventas en Japón, a finales de los años 1990, y especialmente tras la publicación del álbum Les Chronovoyageurs, en 1997/98. No obstante, tras la aparición de su disco Promessa (2000), comenzaron a tener un mayor reconocimiento en su Bretaña de origen, y a disminuir su presencia en el mercado nipón.

## Discografía
- 1994:  Stone Age - a veces denominado L'Enchanteur, título que, sin embargo, no aparece en ningún lugar de la portada.
- 1997: Les Chronovoyageurs - reeditado en 1998 con nueva portada y título : Le Chant Venu Des Mers.
- 2000: Promessa - reeditado en 2002 con una nueva carpeta por el sello discográfico Coop Breizh.
- 2007: Totems d'Armorique